# Mistrzostwa Polski Seniorów w Lekkoatletyce 1981
57. Mistrzostwa Polski Seniorów w Lekkoatletyce – zawody, które rozgrywane były w Zabrzu na stadionie Górnika Zabrze między 6 a 8 sierpnia 1981.

## Rezultaty
| NR – rekord Polski \| SB – najlepszy wynik w sezonie \| PB – rekord życiowy |

### Mężczyźni
| Konkurencja:                  | 1. miejsce                                                                              | Rezultat | 2. miejsce                                                                         | Rezultat | 3. miejsce                                                                       | Rezultat |
| Bieg na 100 m                 | Marian Woronin Legia Warszawa                                                           | 10,29    | Leszek Dunecki AZS Warszawa                                                        | 10,57    | Krzysztof Zwoliński Victoria Racibórz                                            | 10,66    |
| Bieg na 200 m                 | Leszek Dunecki AZS Warszawa                                                             | 21,01    | Zenon Licznerski Legia Warszawa                                                    | 21,39    | Czesław Prądzyński Flota Gdynia                                                  | 21,65    |
| Bieg na 400 m                 | Andrzej Stępień Flota Gdynia                                                            | 46,37    | Jerzy Pietrzyk Gwardia Warszawa                                                    | 46,77    | Ryszard Wichrowski Flota Gdynia                                                  | 47,11    |
| Bieg na 800 m                 | Bogdan Stroka Górnik Zabrze                                                             | 1:51,64  | Stanisław Rzeźniczak RKS Radomsko                                                  | 1:51,66  | Ryszard Ostrowski AZS Poznań                                                     | 1:51,70  |
| Bieg na 1500 m                | Mirosław Żerkowski ROW Rybnik                                                           | 3:42,98  | Bogusław Mamiński Oleśniczanka                                                     | 3:43,35  | Dariusz Janczewski Śląsk Wrocław                                                 | 3:44,01  |
| Bieg na 5000 m                | Bogusław Psujek Oleśniczanka                                                            | 14:05,08 | Daniel Jańczuk Śląsk Wrocław                                                       | 14:05,20 | Jerzy Kowol Górnik Zabrze                                                        | 14:05,22 |
| Bieg na 110 m przez płotki    | Romuald Giegiel AZS Warszawa                                                            | 13,84    | Jan Pusty Orkan Poznań                                                             | 13,85    | Krystian Torka Piast Gliwice                                                     | 14,37    |
| Bieg na 400 m przez płotki    | Ryszard Szparak Gwardia Olsztyn                                                         | 50,28    | Krzysztof Węglarski AZS Łódź                                                       | 50,87    | Maciej Moder Gwardia Warszawa                                                    | 51,41    |
| Bieg na 3000 m z przeszkodami | Krzysztof Wesołowski Śląsk Wrocław                                                      | 8:25,76  | Piotr Zgarda Śląsk Wrocław                                                         | 8:29,97  | Wiesław Ziembicki Śląsk Wrocław                                                  | 8:39,94  |
| Sztafeta 4 × 100 m            | Legia Warszawa Andrzej Klimaszewski Marian Woronin Zenon Licznerski Dariusz Kołodziejak | 39,97    | AZS Warszawa Artur Suchocki Leszek Dunecki Dariusz Dobrowolski Piotr Pawłowicz     | 40,09    | Flota Gdynia Czesław Prądzyński Ryszard Sadkowski Roman Paszke Waldemar Rywelski | 40,97    |
| Sztafeta 4 × 400 m            | Flota Gdynia Jerzy Konarski Grzegorz Rembelski Ryszard Wichrowski Andrzej Stępień       | 3:07,91  | Wawel Kraków Ryszard Jaszkowski Jerzy Włodarczyk Janusz Leśniewicz Wojciech Zawiła | 3:08,97  | Gwardia Warszawa Jerzy Pietrzyk Zbigniew Tomczok Maciej Moder Ryszard Hecman     | 3:09,03  |
| Chód na 20 km                 | Bohdan Bułakowski Skra Warszawa                                                         | 1:29:20  | Stanisław Rola Polonia Warszawa                                                    | 1:31:17  | Jan Pilczuk Polonia Warszawa                                                     | 1:31:34  |
| Skok wzwyż                    | Janusz Trzepizur Chemik Kędzierzyn                                                      | 2,24     | Krzysztof Krawczyk Górnik Wałbrzych                                                | 2,20     | Mirosław Jakubczak Zawisza Bydgoszcz                                             | 2,20     |
| Skok o tyczce                 | Władysław Kozakiewicz Bałtyk Gdynia                                                     | 5,62 SB  | Tadeusz Ślusarski Skra Warszawa                                                    | 5,55     | Mariusz Klimczyk Zawisza Bydgoszcz                                               | 5,50     |
| Skok w dal                    | Stanisław Jaskułka AZS Warszawa                                                         | 8,11 SB  | Andrzej Klimaszewski Legia Warszawa                                                | 7,83     | Zbigniew Matoga Górnik Zabrze                                                    | 7,79     |
| Trójskok                      | Zdzisław Hoffmann Lubtour Zielona Góra                                                  | 16,32    | Zdzisław Sobora Olimpia Poznań                                                     | 16,10    | Zdzisław Mioduszewski AZS Warszawa                                               | 15,84    |
| Pchnięcie kulą                | Janusz Gassowski Zawisza Bydgoszcz                                                      | 19,57    | Mieczysław Kropelnicki Bałtyk Gdynia                                               | 19,23    | Wincenty Dybalski Zawisza Bydgoszcz                                              | 19,16    |
| Rzut dyskiem                  | Stanisław Wołodko Zawisza Bydgoszcz                                                     | 61,76    | Waldemar Wysocki AZS Wrocław                                                       | 59,52    | Tadeusz Majewski Śląsk Wrocław                                                   | 58,60    |
| Rzut młotem                   | Mariusz Tomaszewski AZS Poznań                                                          | 73,86    | Leszek Woderski AZS Poznań                                                         | 73,20    | Ireneusz Golda Orkan Poznań                                                      | 70,38    |
| Rzut oszczepem                | Michał Wacławik Limanovia Limanowa                                                      | 83,44    | Piotr Bielczyk AZS Warszawa                                                        | 80,62    | Bernard Werner Bałtyk Gdynia                                                     | 76,84    |

### Kobiety
| Konkurencja:               | 1. miejsce                                                              | Rezultat | 2. miejsce                                                                                   | Rezultat | 3. miejsce                                                                   | Rezultat |
| Bieg na 100 m              | Iwona Pakuła Legia Warszawa                                             | 11,96    | Bernarda Ligęza Hutnik Kraków                                                                | 12,12    | Danuta Niedzielska Start Lublin                                              | 12,12    |
| Bieg na 200 m              | Agnieszka Jechowska AZS-AWF Warszawa                                    | 24,30    | Barbara Zgadzaj Hutnik Kraków                                                                | 24,51    | Anna Ślipiko Gwardia Olsztyn                                                 | 24,75    |
| Bieg na 400 m              | Grażyna Oliszewska Lubtour Zielona Góra                                 | 52,59    | Jolanta Januchta Gwardia Warszawa                                                            | 52,91    | Elżbieta Kapusta Łysogóry Kielce                                             | 53,88    |
| Bieg na 800 m              | Anna Rybicka AZS-AWF Wrocław                                            | 2:00,17  | Anna Bukis Skra Warszawa                                                                     | 2:00,24  | Ewa Głódź AZS-AWF Wrocław                                                    | 2:00,48  |
| Bieg na 1500 m             | Stanisława Fedyk Śląsk Wrocław                                          | 4:18,61  | Wanda Panfil Lechia Tomaszów Mazowiecki                                                      | 4:19,12  | Celina Sokołowska Wisła Kraków                                               | 4:19,78  |
| Bieg na 100 m przez płotki | Elżbieta Rabsztyn Gwardia Warszawa                                      | 13,12    | Lucyna Langer GKS Tychy                                                                      | 13,19    | Danuta Perka Gwardia Warszawa                                                | 13,22    |
| Bieg na 400 m przez płotki | Genowefa Błaszak Orkan Poznań                                           | 55,82 SB | Anna Maniecka AZS-AWF Kraków                                                                 | 58,78    | Danuta Piecyk Gwardia Olsztyn                                                | 59,39    |
| Sztafeta 4 × 100 m         | Legia Warszawa Bożena Pająk Iwona Pakuła Elżbieta Szulc Barbara Cieśluk | 45,77    | AZS-AWF Warszawa Agnieszka Jechowska Anna Włodarczyk Elżbieta Klimaszewska Wiesława Suchocka | 46,13    | Start Lublin Danuta Jędrejek Danuta Niedzielska Ewa Rybak A. Zalewska        | 46,71    |
| Sztafeta 4 × 400 m         | AZS-AWF Wrocław Beata Niedzielska Ewa Dębska Anna Rybicka Ewa Głódź     | 3:36,13  | Skra Warszawa Ewa Piasek Jadwiga Paśniewska Katarzyna Sieradzka Marlena Czerwińska           | 3:40,37  | Victoria Racibórz Natalia Kotula Danuta Jasińska Margita Koerner Ewa Stępień | 3:41,12  |
| chód na 5000 m             | Agnieszka Wyszyńska Górnik Wałbrzych                                    | 27:03,0  | Katarzyna Figurowska MKS Gdańsk                                                              | 27:41,2  | Lucyna Rokitowska AZS Katowice                                               | 27:54,3  |
| Skok wzwyż                 | Elżbieta Krawczuk AZS-AWF Warszawa                                      | 1,88     | Urszula Kielan Gwardia Warszawa                                                              | 1,85     | Grażyna Łacheta Resovia                                                      | 1,85     |
| Skok w dal                 | Anna Włodarczyk AZS-AWF Warszawa                                        | 6,75     | Anna Bubała Górnik Zabrze                                                                    | 6,50     | Barbara Wojnar Resovia                                                       | 6,42     |
| Pchnięcie kulą             | Ludwika Chewińska Gwardia Warszawa                                      | 16,97    | Danuta Gwardecka Gwardia Warszawa                                                            | 15,69    | Beata Podobińska Górnik Zabrze                                               | 15,50    |
| Rzut dyskiem               | Danuta Majewska Śląsk Wrocław                                           | 60,02    | Danuta Gwardecka Gwardia Warszawa                                                            | 55,44    | Ewa Siepsiak Śląsk Wrocław                                                   | 54,26    |
| Rzut oszczepem             | Bernadetta Blechacz Lechia Gdańsk                                       | 60,72    | Maria Jabłońska Orkan Poznań                                                                 | 54,60    | Genowefa Olejarz AZS-AWF Warszawa                                            | 53,70    |

## Biegi przełajowe
53. mistrzostwa Polski w biegach przełajowych rozegrano 4 kwietnia w Warszawie. Kobiety rywalizowały na dystansie 2 kilometrów i 3,5 kilometra, a mężczyźni na 6 km i na 10 km.

### Mężczyźni
| Konkurencja:            | 1. miejsce                     | Rezultat | 2. miejsce                       | Rezultat | 3. miejsce                         | Rezultat |
| Bieg przełajowy (6 km)  | Bogusław Mamiński Oleśniczanka | 17:42    | Maciej Kunicki Śląsk Wrocław     | 17:47    | Krzysztof Wesołowski Śląsk Wrocław | 17:49    |
| Bieg przełajowy (10 km) | Daniel Jańczuk Śląsk Wrocław   | 30:35    | Andrzej Sajkowski Legia Warszawa | 30:38    | Wiesław Furmanek Hutnik Kraków     | 30:43    |

### Kobiety
| Konkurencja:             | 1. miejsce                              | Rezultat | 2. miejsce                           | Rezultat | 3. miejsce                     | Rezultat |
| Bieg przełajowy (2 km)   | Celina Sokołowska Wisła Kraków          | 6:19     | Urszula Heldt Piast Gliwice          | 6:22     | Ewa Szydłowska Piast Gliwice   | 6:24     |
| Bieg przełajowy (3,5 km) | Wanda Panfil Lechia Tomaszów Mazowiecki | 12:26    | Gabriela Górzyńska Zawisza Bydgoszcz | 12:29    | Stanisława Fedyk Śląsk Wrocław | 12:38    |

## Półmaraton
Półmaraton mężczyzn odbył się 26 kwietnia w Brzeszczach. Rywalizowano na dystansie 20 kilometrów.
| Konkurencja: | 1. miejsce                        | Rezultat  | 2. miejsce                 | Rezultat  | 3. miejsce                       | Rezultat  |
| Półmaraton   | Ryszard Kopijasz Górnik Brzeszcze | 1:01:46,7 | Henryk Nogala Oleśniczanka | 1:01:52,1 | Andrzej Sajkowski Legia Warszawa | 1:02:20,6 |

## Chód na 50 km
Zawody mistrzowskie w chodzie na 50 kilometrów mężczyzn rozegrano 26 kwietnia w Warszawie.
| Konkurencja:  | 1. miejsce                     | Rezultat | 2. miejsce                     | Rezultat | 3. miejsce                   | Rezultat |
| Chód na 50 km | Krzysztof Drajski Flota Gdynia | 4:03:44  | Feliks Śliwiński Lechia Gdańsk | 4:09:21  | Jan Pilczuk Polonia Warszawa | 4:10:15  |

## Chód na 10 km
Pierwsze w historii mistrzostwa w chodzie na 10 kilometrów kobiet rozegrano 16 maja w Kaliszu.
| Konkurencja:  | 1. miejsce                           | Rezultat | 2. miejsce                      | Rezultat | 3. miejsce                     | Rezultat |
| Chód na 10 km | Agnieszka Wyszyńska Górnik Wałbrzych | 56:58 NR | Katarzyna Figurowska MKS Gdańsk | 57:46    | Lucyna Rokitowska AZS Katowice | 56:58    |

## Maraton
Mężczyźni rywalizowali w maratonie 24 maja w Dębnie, a kobiety (po raz pierwszy w historii mistrzostw Polski) 20 września w Warszawie.

### Mężczyźni
| Konkurencja: | 1. miejsce                        | Rezultat | 2. miejsce                              | Rezultat | 3. miejsce                 | Rezultat |
| Maraton      | Ryszard Marczak Zawisza Bydgoszcz | 2:14:17  | Józef Stefanowski Jagiellonia Białystok | 2:15:36  | Henryk Nogala Oleśniczanka | 2:15:38  |

### Kobiety
| Konkurencja: | 1. miejsce              | Rezultat | 2. miejsce                   | Rezultat | 3. miejsce                      | Rezultat |
| Maraton      | Anna Król Hutnik Kraków | 2:55:05  | Ewa Szydłowska Piast Gliwice | 3:03:04  | Krystyna Zając Górnik Wałbrzych | 3:12:59  |

## Wieloboje
Mistrzostwa w dziesięcioboju mężczyzn i siedmioboju kobiet zostały rozegrane 16 i 17 czerwca w Sopocie.

### Mężczyźni
| Konkurencja:  | 1. miejsce                    | Rezultat  | 2. miejsce                     | Rezultat  | 3. miejsce                     | Rezultat  |
| Dziesięciobój | Marek Kubiszewski AZS Wrocław | 7989 pkt. | Adam Bagiński Gwardia Warszawa | 7754 pkt. | Janusz Leśniewicz Wawel Kraków | 7532 pkt. |

### Kobiety
| Konkurencja: | 1. miejsce                           | Rezultat     | 2. miejsce                      | Rezultat  | 3. miejsce                | Rezultat  |
| Siedmiobój   | Małgorzata Guzowska Gwardia Warszawa | 6199 pkt. NR | Lidia Kańtoch Chemik Kędzierzyn | 5722 pkt. | Anna Bubała Górnik Zabrze | 5648 pkt. |

## Bieg na 3000 m kobiet i bieg na 10 000 m mężczyzn
Mistrzostwa w biegu na 3000 m kobiet i biegu na 10 000 m mężczyzn zostały rozegrane podczas Memoriału Józefa Żylewicza 29 lipca w Sopocie.

### Mężczyźni
| Konkurencja:     | 1. miejsce               | Rezultat   | 2. miejsce                | Rezultat | 3. miejsce                     | Rezultat |
| Bieg na 10 000 m | Bogumił Kuś Oleśniczanka | 28:44,5 SB | Jerzy Kowol Górnik Zabrze | 28:45,2  | Zenon Poniatowski Wawel Kraków | 28:49,8  |

### Kobiety
| Konkurencja:   | 1. miejsce                     | Rezultat | 2. miejsce                              | Rezultat | 3. miejsce                      | Rezultat |
| Bieg na 3000 m | Stanisława Fedyk Śląsk Wrocław | 9:17,6   | Wanda Panfil Lechia Tomaszów Mazowiecki | 9:19,6   | Marzanna Ulidowska Orkan Poznań | 9:22,0   |